# Resolució 807 del Consell de Seguretat de les Nacions Unides
La Resolució 807 del Consell de Seguretat de les Nacions Unides, fou adoptada per unanimitat el 19 de febrer de 1993. Després de reafirmar la Resolució 743 (1992) i totes les resolucions pertinents posteriors relatives a la Força de Protecció de les Nacions Unides (UNPROFOR), el Consell va determinar que la situació a Bòsnia i Hercegovina i a Croàcia seguia constituint una amenaça per a la pau i la seguretat internacionals i, per tant, van ampliar el mandat de la UNPROFOR per un període provisional que finalitzava el 31 de març de 1993.
La resolució actual exigia que totes les parts i altres participants cooperessin amb la UNPROFOR i s'adhereixin als compromisos de l'alto el foc, a més de demanar a les parts que no posicionin les seves forces a prop de les unitats de la UNPROFOR ni a les àrees protegides de les Nacions Unides (UNPA) i zones de color rosa. També va exigir que totes les parts respectin la llibertat de moviment de les Nacions Unides per mantenir les operacions necessàries.
El Consell va concloure demanant a les parts que cooperessin amb els Copresidents del Comitè Directiu de la Conferència Internacional sobre l'antiga Iugoslàvia; va convidar al Secretari General Boutros Boutros-Ghali a garantir la ràpida aplicació de la Resolució 802 (1993), incloses propostes per augmentar la força i una nova pròrroga del mandat de la UNPROFOR.